# Ligne de tramway 17 (SNCV Groupe de Mons-Borinage)
La ligne 17 est une ancienne ligne de tramway du Groupe de Mons-Borinage de la Société nationale des chemins de fer vicinaux (SNCV) qui a fonctionné entre le 6 décembre 1910 et le 31 juillet 1936.

## Histoire
La ligne est mise en service en traction vapeur le 6 décembre 1910 entre la gare de Mons et Havré Terminus (nouvelle section Mons Chemin d'Obourg - Havré Terminus, capital 27),.
Pendant la Première Guerre mondiale, les voies sont démontées, la ligne n'est remise en service qu'en juin 1920,.
Elle est électrifiée le 1er septembre 1931 (électrification de la section Mons Saint-Fiacre - Havré Terminus) et se voit attribuer l'indice H.
Elle va connaître plusieurs prolongements entre 1932 et 1934 :
- le 1er septembre 1932 entre Havré Terminus et la gare (nouvelle section, capital 27)[4],[2] ;
- le 12 août 1933 entre la gare d'Havré et la place de Maurage (nouvelle section, capital 27), ce nouveau service est exploité sous l'indice L, le H devient un service partiel[3],[2] ;
- le 1er juillet 1934 de Maurage Place à l'Étincelle (nouvelle section, capital 27)[3],[2].

La mise en service le 31 août 1935 de la ligne O Mons Station-État - Obourg Station-État, entraine la suppression du partiel H.
En 1936 l'indice L est remplacé par le numéro 17.
Elle est supprimée le 31 juillet 1936, son parcours est repris par le nouveau service 31 Anderlues Jonction - Mons Station-État, à cette date ou quelque temps après l'indice 17 est attribué à un service partiel de la ligne 16 (voir cette ligne).

## Exploitation

### Horaires
Tableaux :
- 398/2 en 1927, numéro partagé avec la ligne 398/1 Mons - Bray[6].